# Marc Aeschlimann
Marc Aeschlimann (* 21. August 1995 in Arni) ist ein Schweizer Eishockeyspieler, der seit der Saison 2023/24 beim HC La Chaux-de-Fonds aus der Swiss League unter Vertrag steht.

## Laufbahn
Der Sohn des früheren Nationalspielers Jean-Jacques Aeschlimann wechselte mit 15 Jahren aus der Jugend des HC Lugano – wo sein Vater lange unter Vertrag stand - zum HC Davos, wo er das örtliche Sportgymnasium besuchte. Im Laufe der Saison 2013/14 wurde er von Trainer Arno del Curto erstmals in der National League A zum Einsatz gebracht. Im Frühjahr 2017 spielte er nach der Genesung von einer langwierigen Knieverletzung zeitweilig auch für Davos’ Partnermannschaft Hockey Thurgau in der National League B, um Spielpraxis einzufahren. Zur Saison 2021/22 wechselte er zu den ZSC Lions. Für die Spielzeit 2022/23 unterzeichnete er einen Vertrag bei den SCL Tigers.
Zur Saison 2023/24 wechselte er zum HC La Chaux-de-Fonds.

### Nationalmannschaft
Aeschlimann war in den Altersbereichen U16, U17, U18, U19 und U20 Schweizer Nationalspieler.